# Sabine Schlickers
Sabine Schlickers (* 10. Juli 1964 in Krefeld) ist eine deutsche Romanistin.

## Leben
Nach dem Studium in Duisburg, Granada und Hamburg (Magister 1990, Promotion 1996 und Habilitation) wurde sie Professorin für iberoromanische Literatur in Bremen.
Ihre thematischen Schwerpunkte sind Narratologie, naturalistischer hispanoamerikanischer Roman, Literaturverfilmungen, Schelmenroman, 20. Jahrhundert und geographische Schwerpunkte sind Argentinien, Kuba, Mexiko.

## Schriften (Auswahl)
- Verfilmtes Erzählen. Narratologisch-komparative Untersuchung zu El beso de la mujer araña (Manuel Puig/Héctor Babenco) und Crónica de una muerte anunciada (Gabriel García Márquez/Francesco Rosi). Frankfurt am Main 1997, ISBN 3-89354-866-1.
- El lado oscuro de la modernización. Estudios sobre la novela naturalista hispanoamericana. Frankfurt am Main 2003, ISBN 3-89354-613-8.
- „Que yo también soy pueta“. La literatura gauchesca rioplatense y brasileña (siglos XIX–XX). Frankfurt am Main 2007, ISBN 3-86527-352-1.
- La conquista imaginaria de América. Crónicas, literatura y cine. Frankfurt am Main 2015, ISBN 3-631-66844-9.